# الجرة (يافع)

تعديل مصدري - تعديل

الجرة هي إحدى قرى عزلة لبعوس بمديرية يافع التابعة لمحافظة لحج، بلغ تعداد سكانها 212 نسمة حسب تعداد اليمن لعام 2004.